# Paula Lizell
Paula  Maria Lindberg Lizell (Stockholm, 1873. január 25. − Stockholm, 1962. január 12.) svéd opera-énekesnő (szoprán). 1893-ban lépett először színpadra a Svéd Királyi Operában, ahol Mathilde szerepét énekelte Rossini Tell Vilmos című operájában. Idővel a társulat vezető szopránénekesnőjévé vált. Eleinte inkább koloratúrszerepeket énekelt, később drámaibb művekben játszott, például Wagner operáiban Senta és Sieglinde szerepét alakította. 1911-ben vonult vissza.

## Családja
Apja Johan Frödin befektető, anyja Johanna Maria (született Landberg) volt. Első férje Hakon Lindberg orvos volt 1897-től 1905-ig. 1927-ben Sven Olof Lizell zenetanárral (1877–1935) kötött házasságot.

## Pályafutása
Zenét Otto Lindbladnál tanult (1882), éneket Carolina Östbergnél és Louise Pyknél (1888), színjátszást Signe Hebbenél (1891).
Paula Frödin néven debütált 1893-ban a Svéd Királyi Operában, ahol Mathilde szerepét alakította Rossini Tell Vilmos című operájában. Eleinte többnyire koloratúrszerepeket énekelt, majd Guilmelle szerepét játszotta Jacopo Foroni Advokaten Patelin című operettjében és Marguerite szerepét Meyerbeer A hugenották című operájában. Később bájának, magas regiszterének és fejlett színpadi technikájának köszönhetően drámai szoprán szerepekben lépett fel, mint például Margareta (Gounod: Faust, Senta (Wagner: A bolygó hollandi), Sieglinde (Wagner: A walkür) és Eva (Wagner: A nürnbergi mesterdalnokok).
Később színjátszást tanított Richard Andersson stockholmi zeneiskolájában. 1922–1931 között a Királyi Színház operaiskolájának felügyelője volt.
1934-ben a svéd kultúrához való hozzájárulásáért Litteris et Artibus éremmel tüntették ki.

## Fordítás
- Ez a szócikk részben vagy egészben  a   Paula Lizell című angol Wikipédia-szócikk ezen változatának fordításán alapul.  Az eredeti cikk szerkesztőit annak laptörténete sorolja fel. Ez a jelzés csupán a megfogalmazás eredetét és a szerzői jogokat jelzi, nem szolgál a cikkben szereplő információk forrásmegjelöléseként.